# Карл II Лудвиг (Парма)
Вижте пояснителната страница за други личности с името Карл II.
Карл II Лудвиг Пармски (на италиански: Carlo II Lodovico di Borbone-Parma; на немски: Karl Ludwig Ferdinand von Bourbon-Parma, Infant von Spanien; * 22 декември 1799, Мадрид; † 16 април 1883, Ница) от фамилията Бурбон-Парма, е вторият и последен крал на Кралство Етрурия (1803 – 1807 като Лудвиг II), херцог на Лука (1824 – 1847 като Карл II) и херцог на Парма (1847 – 1849 като Карл II).

## Биография
Той е син на 1. крал Лудвиг Бурбон-Пармски (1773 – 1803) от новообразуваното Кралство Етрурия, и съпругата му инфанта Мария Луиза Испанска (1782 – 1824), дъщеря на крал Карлос IV (1748 – 1819) и Мария-Луиза Бурбон-Пармска (1751 – 1819).
Карл II Лудвиг става крал на Етрурия на 27 май 1803 г., херцог на Лука на 13 март 1824 г. Той е направен на инфант на Испания на 17 юли 1834 г.
Два пъти Карл II Лудвиг бяга от станата си през април 1848 г. и (след завръщането му през август 1848 г.) през март 1849 г. и не се завръща. Той абдикира на 19 април 1848 г. в полза на синът му Карл III. Карл II Лудвиг става в изгнание граф на Вилафранка.
Умира в Ница на 16 април 1883 г. на 83 години.

## Фамилия
Карл II Лудвиг Пармски се жени на 5 септември 1820 г. в Торино за принцеса Мария Савойска от Сардиния и Пиемонт (* 19 септември 1803, Рим; † 16 юли 1879, Сан Мартино при Лука), дъщеря на крал Виктор Емануил I (1754 – 1824) от Сардиния и Пиемонт и ерцхерцогиня Мария Тереза Австрийска-Есте (1773 – 1832). Тя е правнучка на императрица Мария Тереза. Двамата имат две деца:
- Луиза Франческа (* 29 октомври 1821, Лука; † 8 септември 1823, Лука)
- Фердинанд Карл III (* 14 януари 1823, Лука; † 27 март 1854, убит в Парма), херцог на Парма и Пиаченца (1848 – 1854), инфант на Испания на 8 октомври 1852 г., женен във Фросдорф на 10 ноември 1845 г. за принцеса Луиза Мари Тереза Френска (* 21 септември 1819; † 1 февруари 1864); има четири деца

## Портрети на Карл II Лудвиг Пармски
- Карл II Пармски
- Карл II Пармски (1849)
- Карл II Пармски